# Degà (religió)
El degà és un càrrec eclesiàstic cristià que difereix segons la confessió. A l'antiga Universitat d'Alcalá d'Henares, era el graduat més antic de cada facultat.

## Església catòlica
A l'Església catòlica, és el sacerdot que presideix el Capítol de canonges, també anomenat Cabilde Catedralici en les catedrals, i cabilde en les Col·legiates.
El rector de l'església més important d'una ciutat també pot ser conegut com a degà.
En la regla benedictina, degà designava al cap d'un grup de deu monjos.

## Església d'Anglaterra (Anglicana)
A l'Església d'Anglaterra, es denomina degà de la catedral al funcionari eclesiàstic que exerceix el càrrec immediatament inferior al bisbe.
El rector de l'església més important d'una ciutat també pot ser conegut per degà.

## Història
Antigament hi havia degans entre els monjos, dels quals es fa esment en la regla de Sant Benet: tenien el tercer lloc després del prebost i de l'abat en els monestirs. Aquests degans van ser proposats després per governar i regir el que els monjos antics anomenaven cel·les o priorats i obediències, que depenien dels monestirs, com es practicava en l'ordre Cluniacense. Havent caigut aleshores les abadies en mans seculars, posaven prebosts i degans en el seu lloc perquè les governessin.
A imitació d'aquests degans regulars, van adscriure als canonges el nom de degà en alguns cabildes, a aquell que n'era el cap. Això ha arribat a ser molt comú, de tal manera que s'ha extingit en moltes esglésies el títol de prebost o s'ha cedit al degà. També hi havia degans entre els capellans de la pagesia que es deien degans rurals, els quals, d'alguna manera, eren arxiprestes. El seu establiment és antic en les Gaulas, a Anglaterra i a Alemanya però no era conegut a Itàlia, on els bisbats són molt curts. Sant Carlos Borromeo els va establir allí. És doncs a ells als qui el bisbe encaminava els recentment proveïts en beneficis guarits perquè els posessin en possessió.

## Funcions
Les funcions dels degans són:
- tenir una mena d'inspecció sobre els capellans del seu deganat
- advertir al bisbe de la manera com es porten
- promulgar i tenir les conferències eclesiàstiques a casa d'ells
- aprovar, en cas de necessitat, cada quinze dies sacerdots per confessar
- vetllar pel que passa i esdevé en el seu deganat, tant pel que fa a l'espiritualitat com a la temporalitat de les esglésies.[1]

## Altres usos
- Aquest nom es donava en un altre temps a aquell que manava deu soldats i després entre els Grecs als agutzils, i d'aquí prové haver anomenat les presons decàniques o deganates, com es pot llegir en les novel·les de Justinià. Els bisbes tenien també antigament les seves decàniques o presons de les quals es fa esment en el concili de Efes III general i en el de Colònia l'any 1260.
- Hi havia també oficials o ministres a l'església grega que es deien degans, establerts per emplaçar els clergues, fer que s'executessin les sentències dels bisbes i tenir cura dels enterraments.
- El nom de degà es va donar també als tiradors d'horòscops, perquè dividien les parts del cel, en tres desenes o desenes parts i assignaven com a president a cada desena un astre o un Déu.